# عمر نصوحي بيلمان
عمر نصوحي بيلمان (بالتركية: Ömer Nasuhi Bilmen)‏‏ (1882 في أرضروم - 13 أكتوبر 1971 في أنقرة) هو عالمٌ مسلمٌ تُركي. تولى رئاسة منظمة الشؤون الدينية التركية في الفترة ما بين 30 يونيو 1960 حتى 6 أبريل 1961، خلفًا لأيوب صبري خايرلي أوغلي، وتولى بعده حسن حسني آرديم.